# Aleksander Sapelkin
Aleksander Dimitrijevič Sapelkin (rusko Александр Дмитриевич Сапёлкин), ruski hokejist, * 24. februar 1947, Balašiha, Moskovska oblast, Sovjetska zveza, † 6. november 2005, Rusija.
Sapelkin je v sovjetski ligi igral za klube Himik Voskresensk, Spartak Moskva in SKA Leningrad, skupno je na 542-ih prvenstvenih tekmah dosegel 52 golov. Za sovjetsko reprezentanco je nastopil na štirih tekmah, tudi na Summit Series 1974, na katerih je dosegel en gol. Umrl je leta 2005 v starosti oseminpetdesetih let.

## Pregled kariere
Odebeljeno - reprezentančni nastopi, glej tudi Statistika pri hokeju na ledu.
| Moštvo            | Liga           | Sezona |    | Redni del | Redni del | Redni del | Redni del | Redni del | Redni del |   | Končnica | Končnica | Končnica | Končnica | Končnica | Končnica |
| ----------------- | -------------- | ------ | -- | --------- | --------- | --------- | --------- | --------- | --------- | - | -------- | -------- | -------- | -------- | -------- | -------- |
| Moštvo            | Liga           | Sezona | OT | G         | P         | T         | +/-       | KM        | OT        | G | P        | T        | +/-      | KM       |          |          |
| Sovjetska zveza   | Summit Series  | 74     |    | 1         | 0         | 0         | 0         |           | 0         |   |          |          |          |          |          |          |
| Krila Sovjetov    | Sovjetska liga | 74/75  |    |           |           |           |           |           |           |   |          |          |          |          |          |          |
| Himik Voskresensk | Sovjetska liga | 78/79  |    | 44        | 7         | 4         | 11        |           | 6         |   |          |          |          |          |          |          |
| Himik Voskresensk | Sovjetska liga | 79/80  |    | 36        | 3         | 2         | 5         |           | 22        |   |          |          |          |          |          |          |
| Skupaj            |                |        |    | 81        | 10        | 6         | 16        |           | 28        |   |          |          |          |          |          |          |